# Diactis jacinto
Diactis jacinto är en mångfotingart som beskrevs av Shelley 1996. Diactis jacinto ingår i släktet Diactis och familjen Schizopetalidae. Inga underarter finns listade i Catalogue of Life.